# Заворотнюк Анастасія Юріївна
Анастасі́я Ю́ріївна Заворотню́к (3 квітня 1971 , Астрахань  — 29 травня 2024 , Москва ), у шлюбі з 1999 до 2009 Стрюкова — російська акторка театру та кіно, телеведуча та співачка. Заслужена артистка Росії, З 1999 до 2009 мала прізвище чоловіка Стрюкова. 
Фігурантка бази даних центру «Миротворець» як особа, що становить загрозу національній безпеці України і міжнародному правопорядку.

## Життєпис
Народилась 3 квітня 1971 в театрально-телевізійній родині. Мати — народна артистка Росії Валентина Заворотнюк, працювала в Астраханському ТЮГу. Батько, Юрій Андрійович Заворотнюк, працював на телебаченні, член академії Російського телебачення. Ще з раннього дитинства вирішила грати в театрі й наполегливо йшла до своєї мрії: у вільний час займалась музикою й танцями, брала участь у танцювальному ансамблі «Лотос».
Вступила до Школи-студії при МХАТ ім. Чехова (курс Авангарда Леонтьєва). 1991 року вийшов перший фільм з її участю — «Машенька» Тамари Павлюченко (у головній ролі за мотивами книги Набокова), а 1993 року Анастасія, закінчивши Школу-студію МХАТ, стала акторкою театру-студії під керівництвом Олега Табакова. За 10 років роботи в театрі вона зіграла у 29 спектаклях. Її улюбленою роллю була й залишається роль Варі зі спектаклю «Страсти по Бумбарашу».
Відомою її зробив серіал «Моя прекрасна нянька», до якого вона потрапила випадково: їй просто зателефонували й запропонували роль у серіалі, про який вона нічого не знала.
Окрім акторської діяльності, виступає як телеведуча. 2005 року вона змінила Тіну Канделакі на посаді ведучої програми «Хорошие песни» на каналі СТС. Вела програми «Кухня для чайников», «Танцы со звёздами», «Танцы на льду». Ведуча «Ледникового периода» разом із Маратом Башаровим (2008 рік) й Іриною Слуцькою (2009 рік). Співведуча Дмитра Діброва в шоу Першого каналу «Брачные игры» (2010 рік) та Марата Башарова в телешоу Першого каналу «Лёд и пламень» (2010 рік).
Брала участь у першому сезоні проєкту «Две звезды» в парі з Михайлом Боярським, вийшла до фіналу, посіла 2-е місце.
Померла 29 травня 2024 року у Москві після тривалої хвороби.

## Особисте життя
Шлюб із першим чоловіком, німецьким бізнесменом, тривав близько року. З другим чоловіком, Дмитром Стрюковим, прожила кілька років у Лос-Анджелесі, де вони разом відкрили агентство елітної нерухомості. У шлюбі з Дмитром Стрюковим народила двох дітей — Анну та Майкла. З 22 вересня 2008 року була одружена з фігуристом Петром Чернишовим. У жовтні 2018 року  народила дочку Милу. Після народження дочки в акторки діагностували пухлину мозку.

## Громадянська позиція
Здійснювала незаконну гастрольну діяльність на території окупованого Росією Криму. Фігурантка бази даних центру «Миротворець» як особа, що становить загрозу національній безпеці України і міжнародному правопорядку.

## Творчість
Була двічі спародійована в телепередачі «Велика різниця» як акторка ролі няньки Віки в ситкомі «Моя прекрасна нянька» й Дар'ї у фільмі «Код апокалипсиса», й одного разу як співведуча шоу «Ледниковый период-2» артисткою трупи Нонною Гришаєвою.

### Фільмографія
| Рік       |    | Назва                             | Роль               |    |
| --------- | -- | --------------------------------- | ------------------ | -- |
| 1992      | ф  | Машенька                          | Марійка            | ру |
| 1992      | ф  | Чайка                             |                    | ру |
| 1993      | ф  | Лихая парочка                     | Лізка              | ру |
| 2002      | ф  | Наследник                         | Настя              | ру |
| 2004—2009 | с  | Моя прекрасна нянька              | няня Віка          | ру |
| 2007      | ф  | Код Апокалипсиса                  | Дар'я / Марі       | ру |
| 2007      | ф  | Шекспиру и не снилось             | Лізон              | ру |
| 2008      | ф  | Неидеальная женщина               | Любаня             | ру |
| 2009      | ф  | Артефакт                          | Рита               | ру |
| 2009      | ф  | Гоголь. Ближайший                 | Смірнова-Россет    | ру |
| 2010      | с  | Аманда О                          | Аманда О           | ру |
| 2011      | ф  | Службовий роман. Наш час          | Оля Рижова         | ру |
| 2011      | ф  | Господиня «Білих ночей»           | Марина             | ру |
| 2011      | ф  | Дом на краю пропасти              | Анна               | ру |
| 2012      | ф  | Мамы                              | Надєжда Пушкарьова | ру |
| 2012      | ф  | Наречений по оголошенню           | Віра Зарайська     | ру |
| 2012      | мф | Московская сказка                 | озвучування        | ру |
| 2014      | с  | Я больше не боюсь / Все к лучшему | Віра Кольцова      | ру |

### Ролі в театрі
1. Страсти по Бумбарашу — Варя
2. Обыкновенная история — Надійка
3. Билокси-блюз — Деззі
4. Матросская тишина — Тетянка
5. Миф о Дон-Жуане — Жанет
6. Псих — Таня, Оля
7. Анекдоты — Катиш
8. Прощайте… и рукоплещите — Маріана
9. Еще Ван Гог — Дівчина в клініці
10. Признания авантюриста Феликса Круля — Елінор Твентімен
11. Опасные связи — Емілі
12. Последние — Надія
13. Секс, ложь и видео — Синтія Бішоп
14. Ужин с дураком
15. Все как у людей — Сюзетта
16. 100 йен за услугу
17. «Не всё коту масленица» О. М. Островського — Агнія
18. Звёздный час по местному времени
19. «Идиот» Ф. М. Достоєвського
20. «На всякого мудреца довольно простоты» О. М. Островського
21. «На дне» М. Горького
22. Старый квартал

### Телепроєкти
- «Хорошие песни»
- «Кухня для чайников»
- «Танцы со звёздами»
- «Танцы на льду»
- «Ледниковый период»
- «Брачные игры»
- «Лёд и пламень»
- «Смачна ліга»

## Визнання й нагороди
- 2005 — Лавреатка премії Золотий Остап «За найкращу жіночу комедійну роль» за роль у телесеріалі «Моя прекрасна нянька»
- 2005 — Лавреатка премії Обкладинка Року «Відкриття року»
- 2005 — Лавреатка премії «Top X Sexy» «Найсексуальніша акторка»
- 2005 — Лавреатка премії ТЕФІ «Виконавиця жіночої ролі в телевізійному фільмі/серіалі» за роль у телесеріалі «Моя прекрасна нянька»
- 2005 — Лавреатка премії «Жінка року Glamour» у номінації «Телевізійна акторка року»
- 2005 — Лавреатка премії «Золота сімка» у номінації «Вітчизняна акторка секс-символ»
- 2006 — Лавреатка премії «Теленеделя» у номінації «Найкраща телеакторка року»
- 2006 — Заслужена артистка Росії
- 2007 — Лавреатка премії «Золота сімка» у номінації «Найкраща акторка»
- 2007 — Лавреатка премії ФСБ у номінації «Акторська робота» за роль офіцера ФСБ у художньому фільмі «Код Апокалипсиса».
- 2008 — Лавреатка премії «Золота сімка» у номінації «Найкраща акторка»